# Аарон бен Еліягу
Аарон бен Еліягу з Нікомедії (івр. אהרון בן אליהו מניקומדיה; пом. 1369) — караїмський богослов.

## Біографія
Аарон бен Ілія народився в першій половині XIV століття. Для відмінності від іншого караїмського богослова, Аарона бен-Йосипа Старшого, він був названий Аароном Молодшим, або Пізнішим; жив в Нікомедії, в Малій Азії (звідси і його прізвисько), але останні роки свого життя провів у Константинополі — центрі караїмської науки того часу.
Про його особистого життя відомо мало. У караїмстві Аарон бен Ілія займає майже таке ж місце, яке займав Маймонід в рабинскому юдаїзмі. Насправді Αарон бен Ілія, мабуть, поставив собі за завдання свого життя змагатися зі знаменитим каїрському мудрецем Мойсеєм Маймонідом, водночас захищаючи доктрини своєї релігії від нападок останнього. З цією метою він ретельно вивчав філософську літературу мусульман і євреїв, знайомлячись як з рабинської літературою, так і з творами своїх караїмських попередників.
Взявши за зразок Маймонідів «Море Небухім» і наслідуючи його в плані і стилі, Аарон бен Ілія написав свій філософський твір «Ец Хаїм» («Древо життя»), який був закінчений 1346 р..
У 1354 році, будучи вже в Константинополі, він написав книгу «Ган Еден» («Сад едемський») про біблійні заповіді та нарешті в 1362 році «Кетер Тора» («Вінець закону»), великий коментар до П'ятикнижжя.
Аарон бен Ілія не був так незалежний у судженнях як Маймонід, до якого мав велику повагу; він був лише хорошим компілятором і швидше еклектиком, ніж самостійним мислителем. Однак він зумів повернути караїмам деяку частку їх літературної слави, яка стала згасати з часів Гаона Сааді, який розпочав систематичну боротьбу проти них. Подібно до Аарона Старшого, він сприяв відродженню караїмського богослов'я; але ця заслуга не була належним чином оцінена Генріхом Грецем.
Не можна заперечувати, що Αарон бен Ілія, наслідуючи Маймоніда, подекуди і критикував його роботи. Автор «Море Небухім» (I, 17) розходиться з мотазілітами з питання системи Калама (раціоналізму). Щоб узгодити одкровення з філософією, особливо в питанні про створення світу, мотазіліти поєднували атомізм з теоріями Аристотеля, тим часом як Маймонід, на відміну від Арістотеля, захищає догму творіння, користуючись його ж доказами. Аарон бен Ілія в свою чергу виступає проти аристотелізму і, подібно іншим караїмським богословам, є прихильником ліберальної системи мотазилітів. Згідно з цим він на самому початку своєї книги «Ец Хаїм» заявляє, що теологія Калама — натуральна релігія, до якої Авраам дійшов шляхом роздумів і яка систематизована Мойсеєвим законом; грецька ж філософія, сприйнята християнством, ворожим юдаїзму, є чужорідним продуктом і шкідливим для розвитку Тори в чистому її вигляді. Він заявляє, що предметом його книги буде відновлення і більш ясний виклад Калама.
З 114 глав, які містить ця книга, перші 15 присвячені питанню і доказам існування Бога, Його безтілесності і створення світу. У наступних 47 главах Аарон бен Ілія пояснює біблійні антропоморфічні вираження як фігуральні зображення божественної творчості і божественної могутності й при цьому нерідко буквально або в скороченому вигляді повторює слова Маймоніда, хоча сам стверджує, що Маймонід в цьому відношенні тримався поглядів Ієгуди Гаддасі, твір якого «Ешкол га-кофер» з'явилося на 29 років раніше, ніж «Яд га-хазака» Маймоніда. У Αарона, як і у Маймоніда, біблійна теофанія Єзекіїля символізує фізичні сили, так само як і Скинія з її символами. Доводячи в наступних розділах єдність Бога, автор заперечує Маймоніда і Гадассу, які відкидають майже всі атрибути Божества, крім негативних.
Аарон бен Ілія виставляє міць, всезнання, волю і буття як позитивні, від Його існування невіддільні атрибути і, отже, анітрохи не посягають на поняття про Його єдність. Потім він переходить до розгляду загальноприйнятих найменувань Бога, що позначають Його діяльність на відміну від Його специфічного імені «Ягве» або Тетраграмматона, яке позначає саме буття як сутність Божества. У главах 78-95 розглядається божественне Провидіння в його співвідношенні до зла в чотирьох формах: фізичній та психічній, моральній і аморальній. Попередні караїмські філософи, наприклад Йосип аль-Басір (Гарое) й Ієшуа, спираючись на погляди Аристотеля, що розділяються і Маймонідом, стверджували, що зло є недолік, властивий тільки матерії, і тому воно не може бути приписано Богу, хіба тільки в тому випадку — і це прекрасно доводиться Аароном бен Іллею і його попередниками — якщо Бог посилає його людям як засіб для морального виправлення.
У той час, як Маймонід визнає особливе божественне Провидіння тільки для людини, заперечуючи його для нерозумних істот, Аарон бен Ілля простягає божественне Провидіння на всяку твар, приймаючи, за караїмською теологією, що всезнання Бога включає в себе і любов до всього існуючого. Керівним початком божественного творчості він не вважає, подібно Маймоніду, мудрість Бога, а Його справедливість. Висуваючи перевагу моральної сили над інтелектуальною, Аарон бен Ілія стає на більш високу точку зору щодо страждань праведників, ніж Маймонід і деякі з караїмських попередників богослова, котрі тлумачать «темур» (закон відплати за страждання, що поширюється і на тваринний світ); посилаючись на долю Авраама й Іова, він вважає доброту божественним початком, що лежить в основі посиланих людині для її душевного блага випробувань. У розумінні світових цілей людина обмежена, але вона повинна задовольниться думкою, що вищу кінцеву мету вона сама досягає в якості слуги Божої.
Починаючи з 95 глави до кінця, книга Аарона бен Ілія трактує про одкровення і законі, про вдосконалення душі, про її безсмертя і майбутнє блаженство. Обидва дерева в раю, Древо життя і Древо пізнання, Аарон вважає символами вищих і нижчих властивостей людської природи; після гріхопадіння було потрібно встановлення ряду заповідей Божих, поки нарешті закон не став засобом повного відродження дуалістичної природи людини. Потім автор переходить до розбору суті пророцтва взагалі і, зокрема, вищого ступеня її розвитку, що виразилася в особі Мойсея, а звідси до розбору самого закону і різних розпоряджень, даних з метою вдосконалення як окремої особистості, так і всього роду людського. Закон Мойсея був призначений і даний для всіх народів і ніколи не може бути змінений, виправлений або доповнений (як того вимагають раввіністи) усним законом.
Міркування Αарона бен Ілії про безсмертя душі різко відрізняються від міркувань на цю тему Маймоніда і всіх послідовників Аристотеля, бо Аарон засновує його, головним чином, на моральному принципі, вимагає покарання і відплати. Але внаслідок цього його есхатологія, будучи наполовину раціоналістичною та наполовину містичною, є строкатим змішуванням різних поглядів. Книга Аарона закінчується закликом до покаяння.
У своєму великому творі про заповіді, названому «Ган Еден», що складається з 25 розділів і 194 глав, Аарон бен Ілія застосовує раціоналістичну систему, подібну до тієї, яку проводив Маймонід у своєму «Море Небухім». У цій книзі він починає з того ж, про що говорив уже в «Ец Хаїм», а саме, що впровадження віри в єдність Божу, а особливо в Його управління всесвіту, є основна мета будь-якого окремого розпорядження закону; тому ми і повинні дошукуватися мети кожного припису. Суботній день даний з метою укоренити віру в вищого Творця всесвіту, тим часом як інші свята встановлені для протидії впливу язичництва і фаталізму. Дві частини цього твору з'явилися окремими книгами: одна складається з 5 відділів і 22 глав про «шехіте» (закони про забої худоби), а інша («Цофнат Па'ан-еах» — тайновед) містить 8 розділів про інцест у шлюбах. Весь твір дає найкращий і найповніший виклад караїмської системи тлумачення Моїсеєвого закону і неупереджену критику поглядів всіх попередників Аарона. Завдяки цьому твору Аарон бен Ілія зробив величезний вплив на розвиток караімізму.
Третій твір Αарона бен Ілії, «Кетер Тора», складено за зразком коментаря Ібн-Езри до П'ятикнижжя. Він містить огляд філософських і екзегетичних тлумачень всіх попередників автора з правильною критичною оцінкою їх, що сприяє більш повному розумінню і висвітленню його дослідження. Особливої уваги заслуговує передмова, в якій викладено основні відмінності між раввіністами і караїмами щодо біблійної екзегетики.
Твір «Ец Хаїм», рукописи якого знаходяться в Лейдені, Мюнхені, Відні та Лейпцигу, надруковано з великим коментарем («Ор га-Хаїм») Симхи Ісаака Луцького і з індексом Калеби Афендопуло в Євпаторії, в 1847 році. Йому передувало критичне видання з тим же (але неповним) індексом і з німецькими примітками Франца Делича, що з'явилося в Лейпцигу в 1841 році. Крім коментаря Луцького, існують в рукописи два інших коментаря: один «Дерех Слула» Сімхи Гакогена Газака, а інший — скорочений «Ец га-Даат» Мойсея Калаї. Твір «Кетер Тора» існує в євпаторійському виданні (1866), а рукописно в Бодлеянській бібліотеці в Оксфорді, в Відні і в Лейпцигу. «Ган Еден» є в євпаторійському виданні 1864 року, в рукописному ж вигляді в Лейдені і Лейпцигу.
Аарон бен Ілля помер в 1369 році в місті Константинополі.